# Lukomșciîna, Iahotîn
Lukomșciîna (în ucraineană Лукомщина) este un sat în comuna Lemeșivka din raionul Iahotîn, regiunea Kiev, Ucraina.

## Demografie
Componența lingvistică a localității Lukomșciîna
     Ucraineană (100%)
Conform recensământului din 2001, toată populația localității Lukomșciîna era vorbitoare de ucraineană (100%).